# NGC 3869
NGC 3869 é uma galáxia espiral (Sa) localizada na direcção da constelação de Leo. Possui uma declinação de +10° 49' 29" e uma ascensão recta de 11 horas, 45 minutos e 45,5 segundos.
A galáxia NGC 3869 foi descoberta em 10 de Março de 1826 por John Herschel.